# Середньовічна культура
Середньові́чна культу́ра — яскравий відтінок культури, характерний для періоду Середньовіччя. Охоплює передусім, але не виключно, європейську культуру. Культури інших ареалів, хоч і розвивалися у межах часткової чи повної відокремленості, несуть ті ж тенденції, що й європейська.

## Європейська культура

### Раннє Середньовіччя
В одязі періоду раннього Середньовіччя лежить стиль, що залишився європейцям від періоду великого переселення народу, примітивне взуття та обмотки для штанів. Довгі й короткі туніки, що надягають одна на одну, плащі — від шкір до зшитих шматків тканини, сколених, пов'язаних, прошнурованих, з оів. Це хутряні та шкіряні плащі, шкіряні та кістяні елементи захисного одбробкою і без. Штани: короткі, до колін, довгі, прикріплені обмотками до литок і заправлені в шкіряні панчохи або взуття — постоли.

### Пізнє Середньовіччя
Період панування церкви визначив спосіб життя середньовічної людини, соціальні кордони суспільства і естетичне кредо. Хрестові походи (1095—1270) супроводжували вплив східної моди на європейську. Уніфікація, продиктована бідністю і примітивністю виробництва, заповнюється гонитвою за обсягом та розміром. Лицарські турніри і вся супровідна їх екіпіровка — лати, штандарти і герби, бліо, попони коней — у своїй строкатості і асиметрії малюнків породили костюми так і називалися — «гербовими».

#### Розвиток науки і технологій

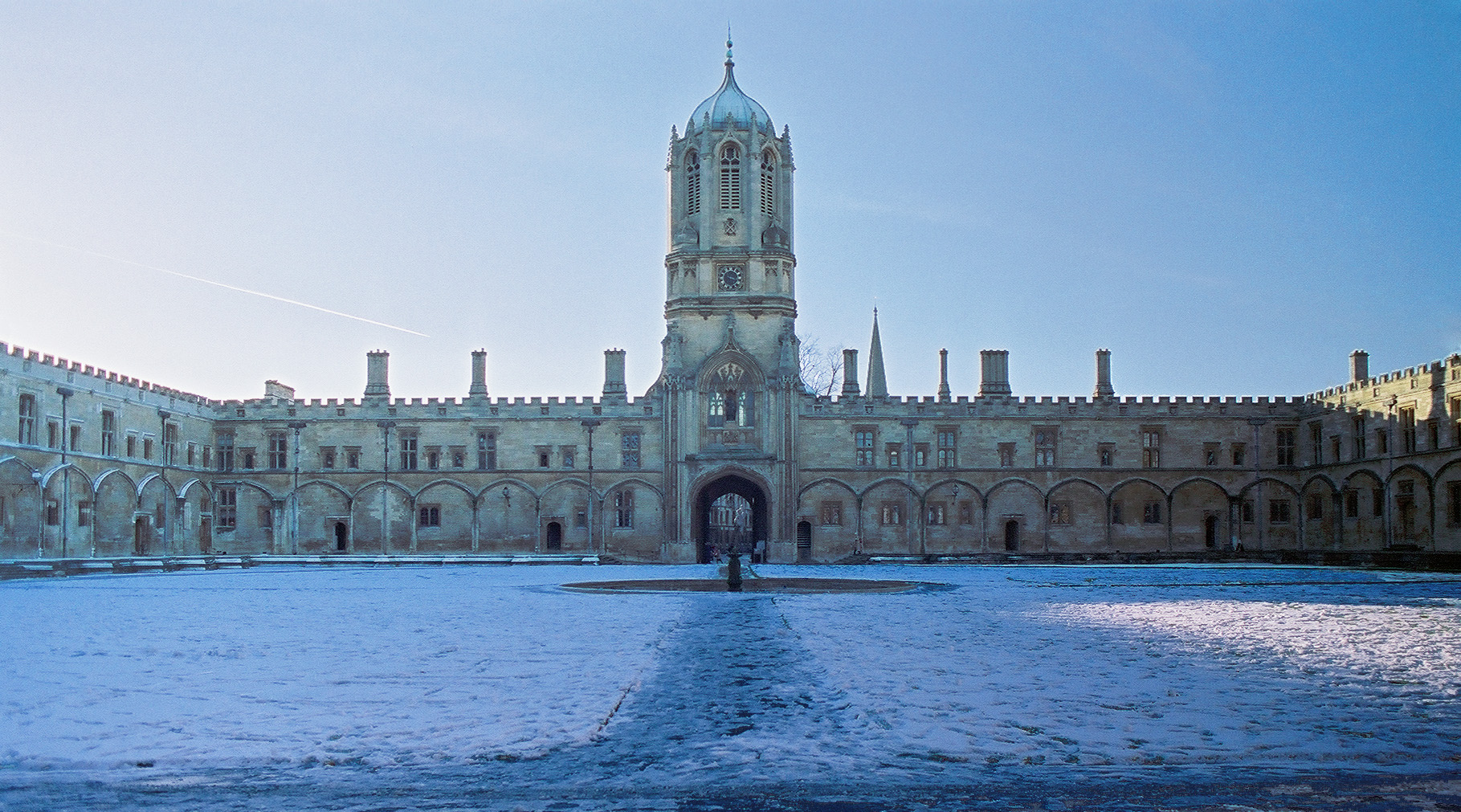
Оксфордський, Кембриджський університети були засновані в цей час.

Починаючи з XII—XIII століття, у Європі стався різкий підйом розвитку технологій і збільшилося число нововведень в засобах виробництва, що сприяло економічному зростанню регіону. Менш ніж за століття було зроблено більше винаходів, ніж за попередні тисячу років.
Були винайдені гармати, окуляри, артезіанські свердловини і крос-культурні впровадження: порох, шовк, компас і астролябія прийшли зі Сходу. Були також великі успіхи в суднобудуванні і в годинах. У той же час величезна кількість грецьких і арабських робіт з медицині і науці були переведені і поширені по всій Європі.

### Напрямки в Середньовічному мистецтві
У Середньовіччі дуже активно стали з'являтися і розвиватися нові стилі й напрямки в архітектурі.

#### Романський стиль

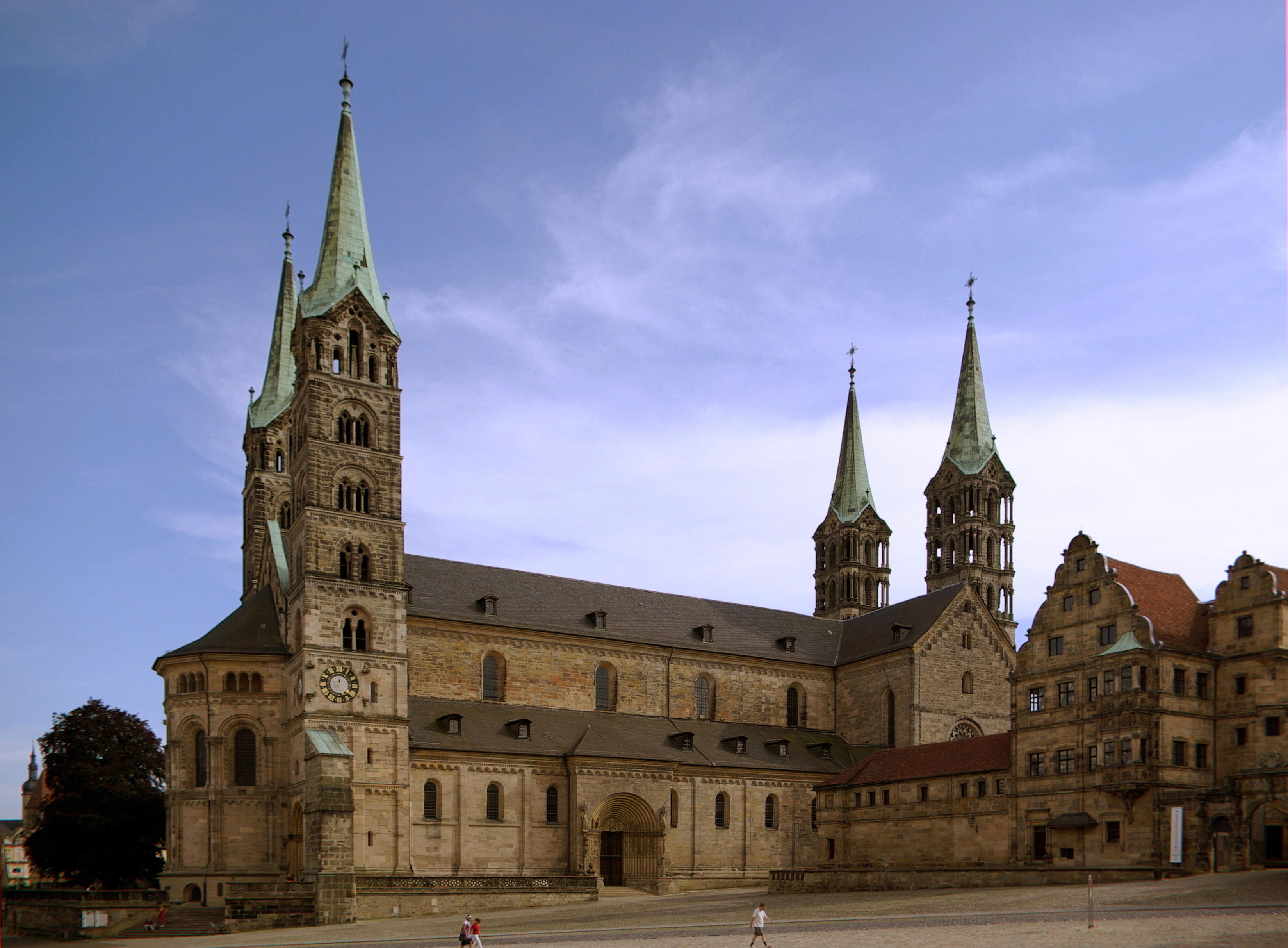
Бамберзький собор, східний фасад з двома вежами і полігональними хорами

Це стиль у західноєвропейському мистецтві X-XII століття ів. Найбільш повно він проявився в архітектурі. Романський стиль, художній стиль, що панував у Західній Європі (а також торкнулася деякі країни Східної Європи) в X—XII ст. (У ряді місць — і в XIII ст.). Один з найважливіших етапів розвитку середньовічного європейського мистецтва. Термін «Романський стиль» був введений на початку XIX ст.

#### Готика

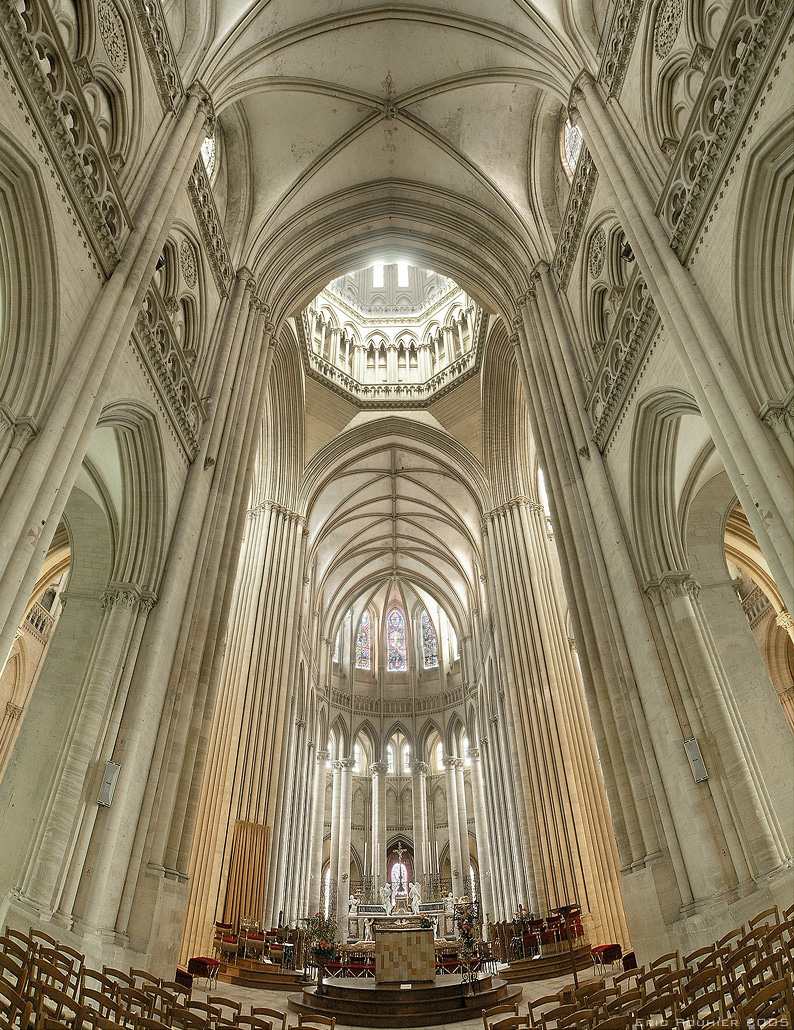
Готичний собор у Кутанса, Франція

Період у розвитку середньовічного мистецтва, який охоплював майже всі області матеріальної культури і розвивався на території Західної, Центральної і частково Східної Європи з XII по XV століття. Готика прийшла на зміну романського стилю, поступово витісняючи його. Хоча термін «готичний стиль» найчастіше застосовується до архітектурних спорід, готика охоплювала також скульптуру, живопис, книжкову мініатюру, костюм, орнамент і т. д. Поняття «полум'яніючої готики»

#### Ренесанс

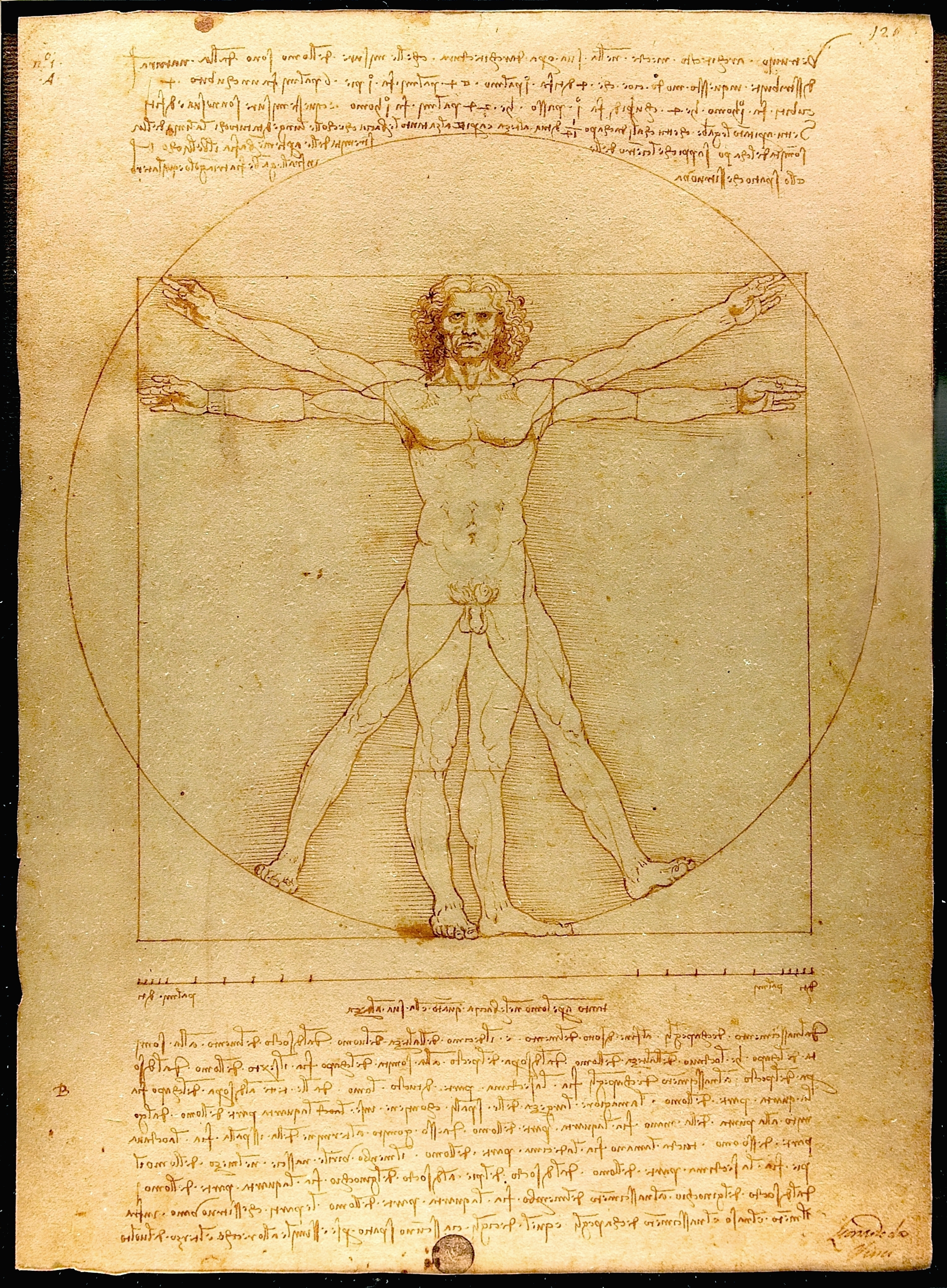
«Вітрувіанська людей» Леонардо да Вінчі

Епоха в історії культури Європи, що прийшла на зміну культурі Середньовіччя і попередня культурі нового часу. Зразкові хронологічні рамки епохи — XIII-XVI століття.
Відмінна риса епохи відродження — світський характер культури і її антропоцентризм (тобто інтерес, в першу чергу, до людини і його діяльності). З'являється інтерес до античної культурі, відбувається як би її «відродження» — так і з'явився термін.

#### Українське бароко

Собор Святого Юра у Львові

Бароко вважається заключним етапом Середньовічної культури, і якщо у Західній Європі ця епоха швидше дійшла до закінчення, на українських землях вона ще тривала. Так само, як і часовий лад характерний для цих земель у кріпосницькому землеволодінні, розвитку капіталістичних відносин тощо.
Мистецтво бароко, так само як і ренесанс, було занесено на Україну безпосередньо з Італії, батьківщини цього стилю; там перші джерела для нього відкрив у своїй творчості великий Мікеланджело Буонаротті, а геніальний вияв його в Римі дійшов до своєї повноти й величавості в скульптурних та архітектурних творах Лоренцо Берніні. Берніні в архітектурі та скульптурі все одно, що Рубенс у малярстві або Шекспір у театрі,— це великі світові генії й найвищі точки досягнень мистецтва бароко. Батьківщиною цього стилю був Рим, де його підхопили й використали дуже влучно для своїх інтересів єзуїти; в єзуїтів часто працювали вельми талановиті учні й послідовники Берніні; чимало майстрів мистецтва барокового стилю було й між самими патерами — членами єзуїтського ордену. Ці отці-єзуїти занесли бароко й на Україну. Здається, чи не головну роль у популяризації барокового мистецтва в Україні треба відвести майстрові-архітекторові, єзуїтові Джакомо Бріано (1586—1649), що був присланий до України з Риму спеціально як вправний архітектор; він завідував єзуїтським будівництвом у Львові, Перемишлі та Сандомирі. Хоч, можливо, ще раніше від цього майстра-єзуїта в Києві в бароковому складі вже працював Себастіано Браччі, що зрештою й зовсім осів у Києві, але слідів його мистецької праці не збереглося. Можливо, італійські майстри прибували тоді на Україну не тільки із Заходу через німецькі землі, але також і з Півдня, через генуезькі колонії. В кожнім разі, в Україні мистецтво бароко роздвоїлося: в Західній Україні (Підляшшя, Галичина, Волинь, Поділля) воно зберегло форми єзуїтського бароко, що залишилося ближчим до свого першоджерела; в Центральній та Східній Україні (Слобожанщина та Чорномор'я) воно сильно модифікувалося й набрало зовсім оригінального забарвлення — т. зв. козацького бароко. Різниця між цими двома галузями в основі одного стилю особливо яскраво виявляється в архітектурі, менше — в скульптурі, хоч добре помітна в скульптурі декоративній; найменше її знати в малярстві.
Той дух пориву, неспокою, що такий характерний для мистецтва бароко, в скульптурі найперше дав себе знати в надгробках, у мавзолеях, поставлених над покійниками по церквах та каплицях. У той час, як ще в добу ренесансу покійників на мавзолеях представляли спокійно лежачими, з головою, обпертою на руку, ніби у сні, тепер, у добі бароко, покійників ніби пробудили зі сну й частіше представляють стоячими або в цілий зріст, або обтятими більш чи менш незручно і вставленими в нішах. Відомий пам'ятник Адама Киселя розташований у пишній та багато декорованій ніші, виведеній у церкві с. Низкиничі на Волині. В ніші поставлено прямовисну постать покійного, досить незручно втяту по коліна. Кисіль представлений з великою бородою (на намальованому портреті Кисіль представлений тільки з вусами й голеною бородою, що, напевно, більше відповідає дійсності, хіба що відпустив бороду перед смертю), з непокритою головою і весь закований у броню; навіть на руках важкі крицеві рукавиці. Досить пишний орнамент навколо ніші тягнеться високо вгору, майже до церковної бані, а спускаючись униз, додолу не доходить, так що залишається враження, що цілий великий монумент ні на чому не стоїть (нелогічність, досить характерна для доби бароко).
Так само стоїть постать Станіслава Жолкевського, висічена на плиті рельєфом. Цілий пам'ятник не зберігся; до нашого часу уціліла тільки ця одна плита, що тепер вмурована в стіну церкви всередині католицької кафедри у Львові. Постать представлена так само закутою в крицеву броню, як і постать Киселя; так само непокрита голова з великою бородою; в Жолкевського до пояса прив'язаний великий меч, а панцир лежить долі біля ніг; з другого боку, так само біля ніг — герб роду покійного, а зовсім внизу під ногами — звичайна епітафія. Робота, вже мало делікатна в пам'ятнику Киселя, в пам'ятнику Жолкевського ще менш артистична, так що постаті на барокових пам'ятниках не можуть рівнятися до досконаліше опрацьованих постатей на ренесансових мавзолеях. Усередині дуже пишно вдекорованої каплиці Кампіанів, що просто вражає розкішшю матеріалу різнокольорових мармурів та іншого напівдорогоцінного каменю, поставлені мавзолеї членів роду Кампіанів. Головний надгробок Павла та Мартина Кампіанів поділений трьома пілястрами на два великих поля, центральну й головну частини кожного з яких займають великі епітафії, а над епітафіями в напівкруглих тимпанах вставлені погруддя покійних. Над ними — мармурові медальйони з євангелістами, а по боках цих медальйонів вміщені постаті чотирьох учителів церкви. Цікаво, що праця цих рельєфів і в медальйонах з євангелістами, і в рельєфах учителів церкви далеко вибагливіша й навіть артистичніша, ніж у бюстах самих покійників. Але згідно з традиціями пишного бароко видно, що більше уваги звернено на дорогий різнобарвний матеріал та на інкрустації орнаментів, ніж на артистичність скульптурної праці.
Ще характерніший для доби бароко надгробок у каплиці Боїмів у Львові, поставлений для Георга Бойма з дружиною й цілої його родини. В центрі надгробку вміщено скульптурну групу Пієта (Мадонна з тілом сина на колінах), а по боках — схилені на коліна постаті Г. Боїма та його дружини. На самім верху надгробка — ціла стояча постать благословляючого Христа, а нижче в кілька ярусів поставлені навколішки діти та внуки Г. Боїма. Можна сказати, цілий рід Боїмів з півтора десятка осіб уміщено в одному монументі, і всі в повних постатях. Майстром-автором цього монументу був Йоган (Гануш) Пфістер (1573–бл.1645), родом із Бреслау, який не пізніше 1612 р. настало переїхав до України, одружився У Львові, хоч спочатку працював у Бережанах над мавзолеями родини Сенявських. Переїхавши до Львова, він надалі писався «sculptor civis Brzezanensis». Це був один із найталановитіших в Україні скульпторів доби бароко. Головні його праці — т. зв. друга серія мавзолеїв Сенявських у Бережанах, потім мавзолей князя Януша та Сузани Острозьких у Тарнові 1621 р. та надгробки і скульптурні вівтарі у Львові.
Побіч Пфістера, а можливо, ще й дещо раніше від нього, працював у Львові скульптор Яків Тривалий, що робив надгробок у Красному, на якому підписав своє ім'я, називаючи себе львів'янином. Мабуть, він брав участь, як не був головним автором скульптур каплиці Боїмів. Ця каплиця з фасаду вся до пересичення вкрита скульптурами у два яруси, переділені сильним карнизом. У нижньому ярусі, поділеному шістьма різьбленими та орнаментованими колонами, крім скульптурного оздоблених вікон та дверей, ще вміщені дві ніші з постатями святих, а у верхньому ярусі — ще більше пересичення скульптурами-статуями, рельєфами, орнаментами та архітектурно-скульптурними деталями. Не менш рясно, ніж зовні, вкрито скульптурними оздобами каплицю Боїмів і всередині. Ціла баня, що покриває каплицю, поділена на квадрати і в кожне вміщено погруддя святого або ангела; вівтар складається із цілої серії великих та менших образів, виконаних рельєфами і переділених різьбленими та рельєфно- орнаментованими архітектурними деталями — колонами, пілястрами, архітравами, арками тощо. Це все так переобтяжене скульптурами, що між ними вище поданий надгробок роботи Пфістера видається навіть досить скромним.
Тоді у Львові увійшло до вжитку загальне бажання оздоблювати церкви вівтарями, зробленими скульпторами, так що й замість мальованих ікон між пишною скульптурною орнаментикою вставляються скульптурні чи рельєфні ікони. З таких вівтарів зберігся зложений із фрагментів скульптурний вівтар роботи Яна Білого; ще багатший скульптурний вівтар покриває три стіни апсиди костелу Марії Магдалини з 1615 р., а ще один, т. зв. «Запаликський», тобто фундації львівських патриціїв Запалів,— у закристії католицької кафедри. Цей вівтар, правдоподібно, дуже перероблений. У центрі має розп'яття з доброю постаттю фундатора на передньому плані. Вівтар оточують по боках дві масивні колони, на постаментах яких вміщено маски левів, дуже енергійно ліплені й досконало опрацьовані.
Крім скульпторів, різьбярів каменю, працювали в Західній Україні також скульптори — конвісарі або людвісарі. Так називалися відливачі з металу. Головним центром ремесла й мистецтва в добу бароко в Україні зоставався Львів. Одною з більше відомих львівських майстерень була майстерня родини Франковичів, що майже ціле XVII ст. переходить від одного члена роду до другого. Франковичі відливали в своїй майстерні найбільше дзвони та гармати, іноді з дуже вибагливими та артистичними орнаментами, але виготовляли також і самостійні металеві скульптури. Основоположник родини Юрій Франк або його син Каспер Франковим були авторами доброї статуї крилатого, закованого в броню архістратига Михаїла, що побиває списом дракона (про якого мова була вище). Наприкінці XVII ст. майстерня Франковича перейшла до Юрія Лотрйнга. З того часу у львівському Промисловому музеї збереглася артистично виконана праця, що представляє дельфіна з гербом міста Львова, тобто з левом у брамі. Остання артистична праця львівського людвісарства відома досі, це — сім апостолів, і де збереглися в тому ж Промисловому музеї з 1740 р. Після цього артистичних праць львівського людвісарства чи конвісарства, здається, не з'являлося й традиція цього старого львівського мистецтва. дається, урвалася.
На Східній чи в Центральній Україні, де скульптура набула дикого значення головним чином як декорація пишної архітектури козацького бароко, вона різниться більше матеріалом скульптури, ніж стилем виконання. Коли в Західній Україні скульптори різьби працювали головно в камені, майстри козацького бароко різали переважно з дерева. Різали цілі постаті й рельєфи, іноді складні мпозиції. В музеї Харківського університету перед війною збереглася ікона, різьблена високим рельєфом, що представляла розп'яття, сцени страстей, Інші алегоричні персонажі і 12 апостолів вряд, і все це досить свіжої й артистичної праці. З дерева різали виносні хрести з рельєфно різаним розп'яттям та іншими сценами, але це більше відноситься до дрібної скульптури, що сусідить із сніцерстизом. Ще більше, ніж фігуральна скульптура, в Центральній та Східній Україні розвинулася орнаментальна дерев'яна різьба: обрамлення ікон, вівтаря і навіть цілі іконостаси. Якраз у добу бароко іконостаси, що раніше в церквах були невисокі, розвинулися в цілу багатоярусну стінку, що перегороджувала церкву, підіймаючися вгору аж до висоти найвищої церковної бані. Барокові багатоярусні іконостаси іноді являли собою густо різьблені високі стіни, що складалися з колон, арок, архітравів, які разом із тим служили обрамуванням ікон, але при тому пишалися іноді тонкою вибагливою різьбою. До революції вцілів розкішне різьблений іконостас в одному з бічних притворів Софійського собору в Києві з 1689 р. Самі іконостаси в добу бароко стали незвичайно вибагливими й фантастичними. Поділи на ряди чи яруси ікон ошатною різьбою часто проводилися не рівними поземними лініями, але зигзагуватими, що підіймалися та спускалися й виступали вперед та відступали назад, так що й сам іконостас одними частинами виступав на церкву, іншими — відступав у глибину до вівтаря. Різьба іконостасів часто бувала позолочена і справляла враження тонкої й вибагливої мистецької праці. Київські сніцері також осягали великої артистичної вмілості в срібних виробах риз для ікон, оправ на євангеліях, У цих плащаницях (як славна плащаниця, подарована Мазепою в Єрусалим), потім у виробах церковного начиння — виносних

## Мистецтво

### Мініатюра

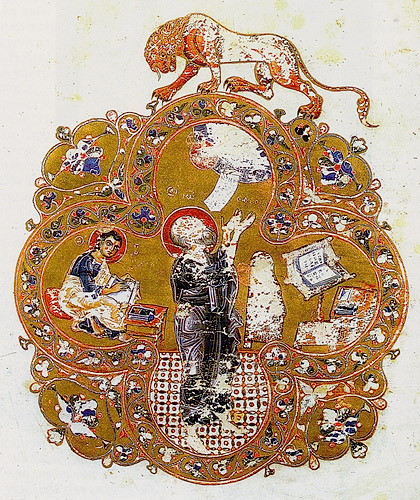
Мініатюра на першій сторінці Остромирова євангелія (1057)

Видатні твори мініатюрного живопису та графіки розвивалися в комплексі середньовічної книжкової культури християнських і ісламських країн. Розвиток друкарства викликало до життя безліч форм мініатюрної тиражної графіки, від ілюстративної до екслібриса.

## Іконографія
Найпопулярнішими іконами в Середньовіччі були зображення Богоматері і зображення Христа. У Росії в цей час писав ікони Андрій Рубльов.

## Малярство
В епоху Середньовіччя живопис став одним з найголовніших видів мистецтв. Зміни в житті суспільства і нові технічні прийоми дали митцям можливість створювати реалістичні, пронизані глибоким гуманізмом твори, яким було призначено зробити справжню революцію в західноєвропейському мистецтві.

## Одяг

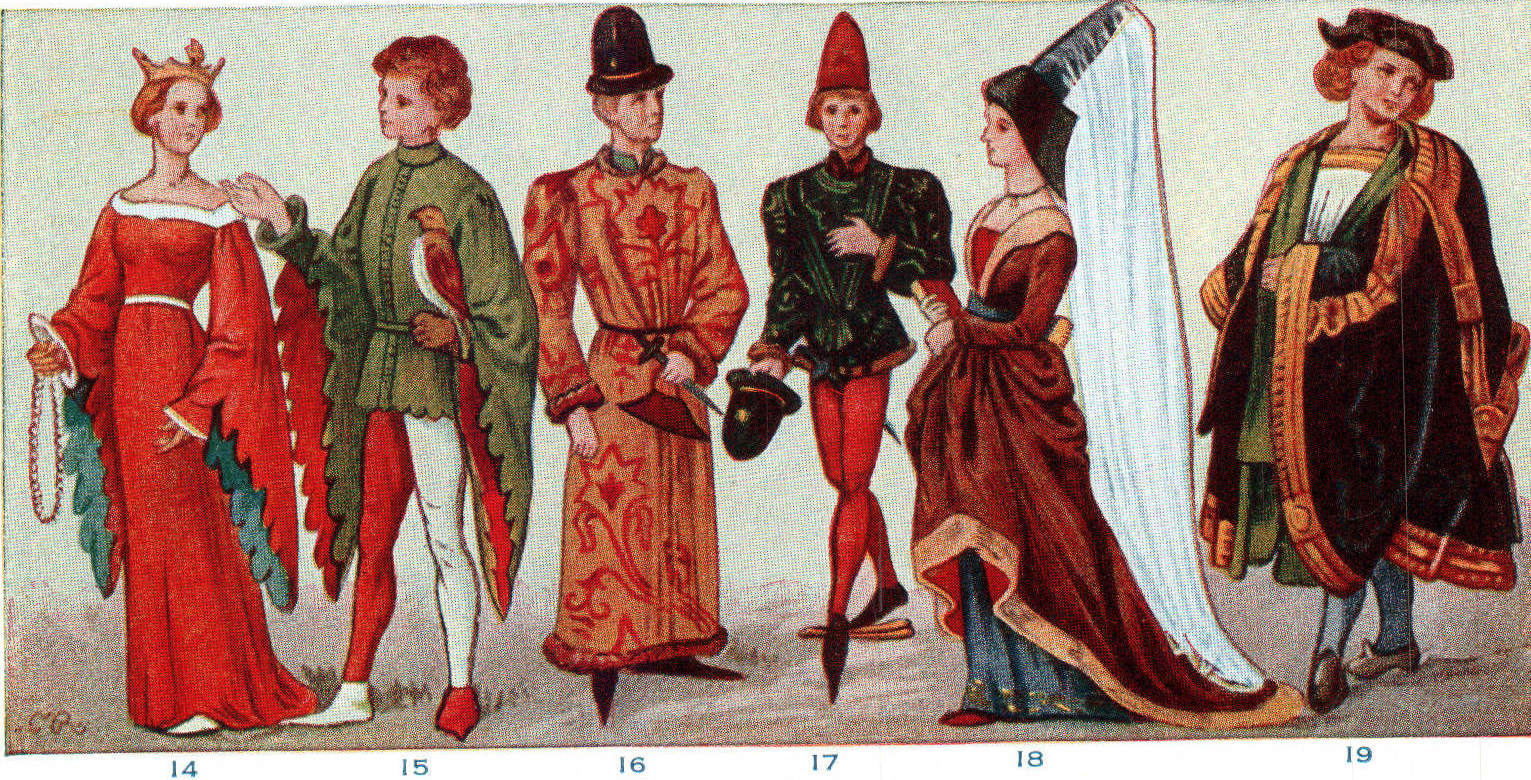
Одяг у Середньовіччі.

Довгі сукні з чобітками

## Арабо-мусульманський культурний регіон
Див. ще: Арабська культура, Золота доба ісламу

## Америка. Культура доколумбової Америки

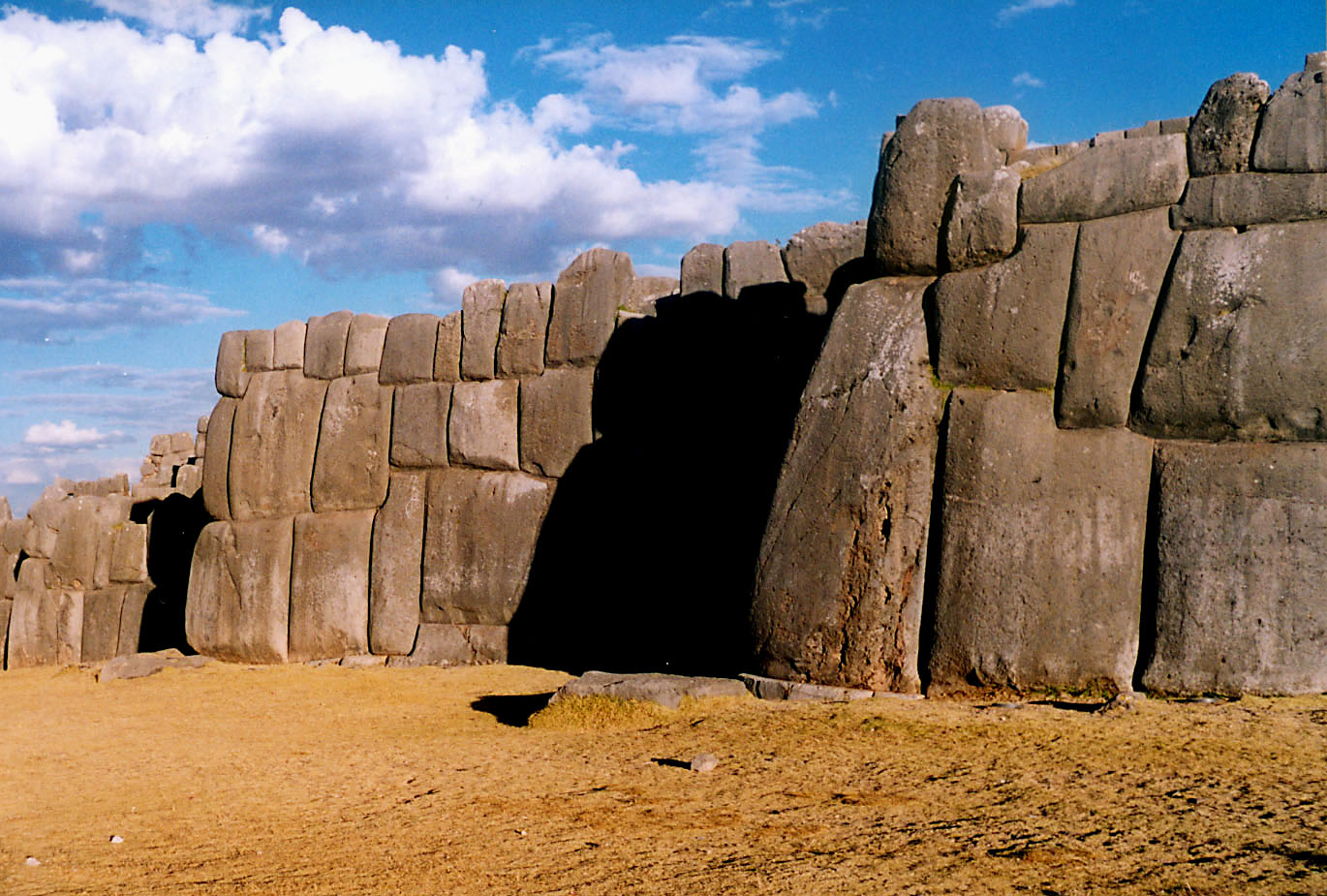
Фортеця Саксайуаман.

Цивілізації, що існували на континентах Північної і Південної Америки зникли до появи там європейських колоністів в XV століття е.
- Мая — мая використовували Дванадцяткову систему рахунків, першими придумали «0». Міста Мая створювалися з величезних кам'яних брил. У центрі міста зводилися піраміди-храми на зразок єгипетських. Вулиці перпендикулярні один одному були вимощені кам'яними плитами.

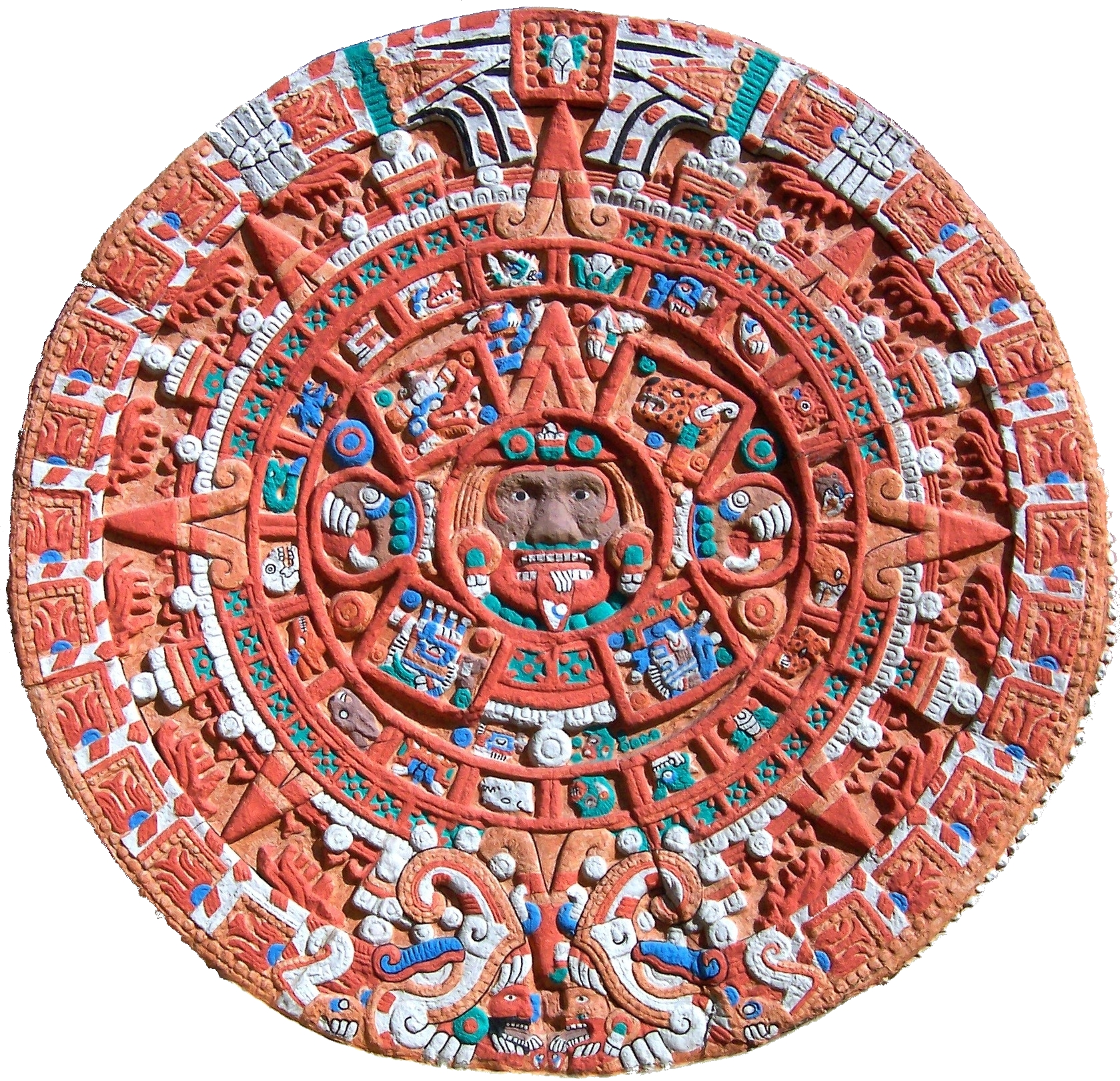
Камінь Сонця

- Ацтеки — чисельність армії досягала 150 тисяч. Простолюдини за подвиги могли стати знаттю. Ацтеки славилися ювелірними ремеслами. У містах працювали школи, де навчали рахунку, читання, письма, історії, ораторському мистецтву. Величезна увага приділялася розвитку поезії.

- Інки — в Андах, на заході Південної Америки існувала держава інків, очолюване Великим Інкой. Він був сином Сонця, з народом розмовляв через вельмож, і не одягав двічі один і той самий одяг. Владу Інка передавав синам за вибором. Підкореними народами правила місцева знать. Вся держава була повністю мілітаризована.

Армія ділилася на десятки, сотні. Найменше порушення дисципліни каралося смертю. Вся земля була поділена на 3 частини — інків, жерців і громадські. У громаді чоловікам діставався наділ, а жінкам пів наділу. Всі жителі брали участь у державних роботах. У цей час їхні родини містила громада.
Всі жителі були зобов'язані вступати в шлюб. Нікому не можна було мати майна більше запропонованого. Контролери стежили щоб населення не страждало від голоду. Через країну проходили 2 головні дороги, було налагоджено поштове повідомлення. Діти «синів Сонця» вчилися в школах.

## Підсумки епохи

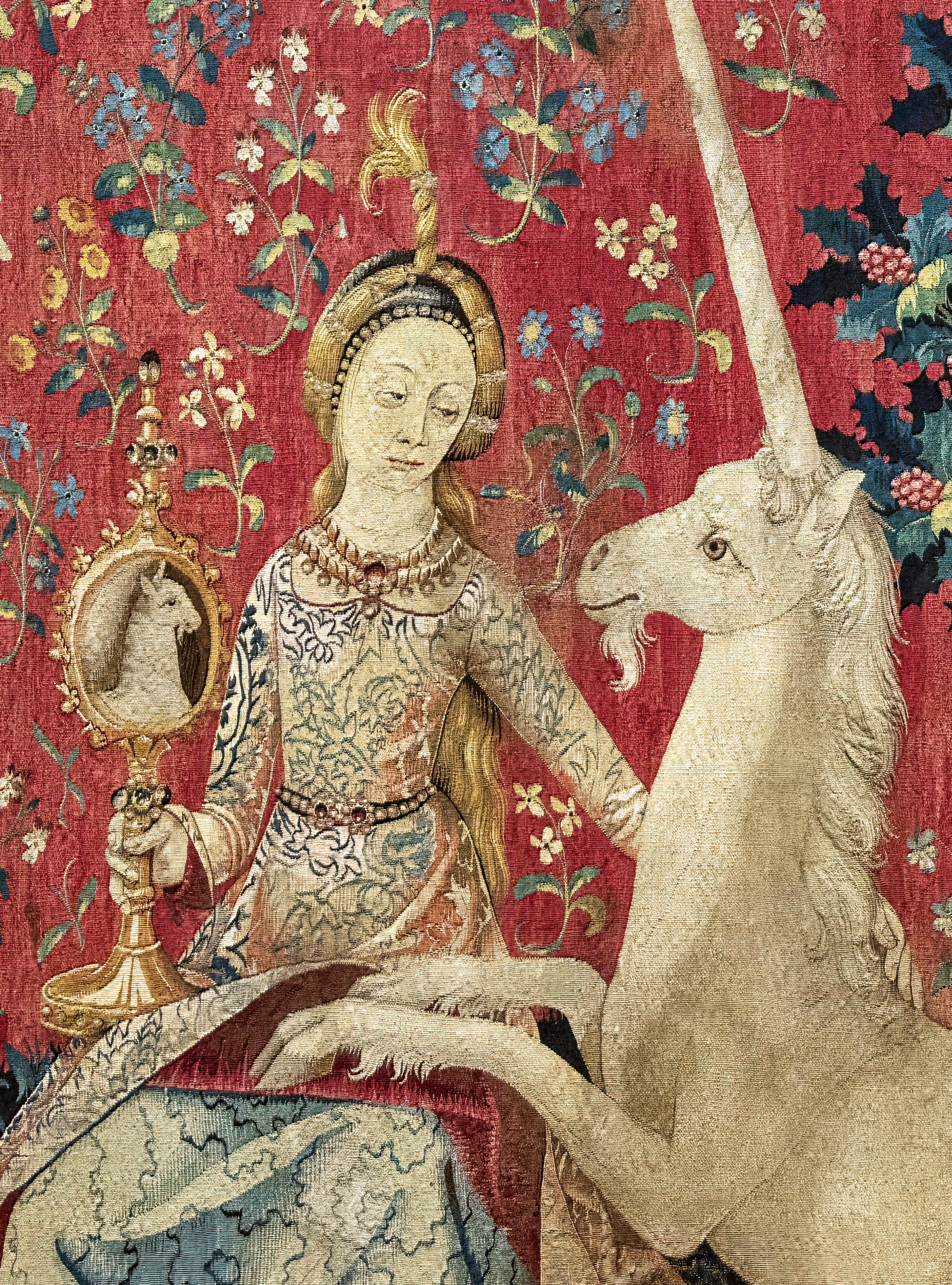
Дама з єдинорогом (кінець XV століття а)

Йоганн Гутенберг. Винахідник книгодрукування.

В області техніки спостерігався великий прогрес: з'явилася досконаліша кінна упряж і вози з поворотною віссю, стремена у вершників, вітряні млини, шарнірний кермо на кораблях, доменні печі і чавун, вогнепальна зброя, книгодрукування. У Середньовіччі з'явилося організоване професійне навчання у вигляді університетів, однак у цілому наука перебувала в глибокому занепаді. У XII столітті на всю Європу припадало не більше 10 вчених, в XIII — не більше 15, в XIV — менше 25 (для порівняння: сьогодні їх сотні тисяч).
Також у цей час з'явилися виборно-представницькі органи у формі парламенту (генеральних штатів, кортесів і т. д.). Епоха Відродження, початок якої припав на пізнє Середньовіччя, стала періодом розквіту мистецтва — особливо образотворчого — після тривалого застою.